# Zentbechhofen

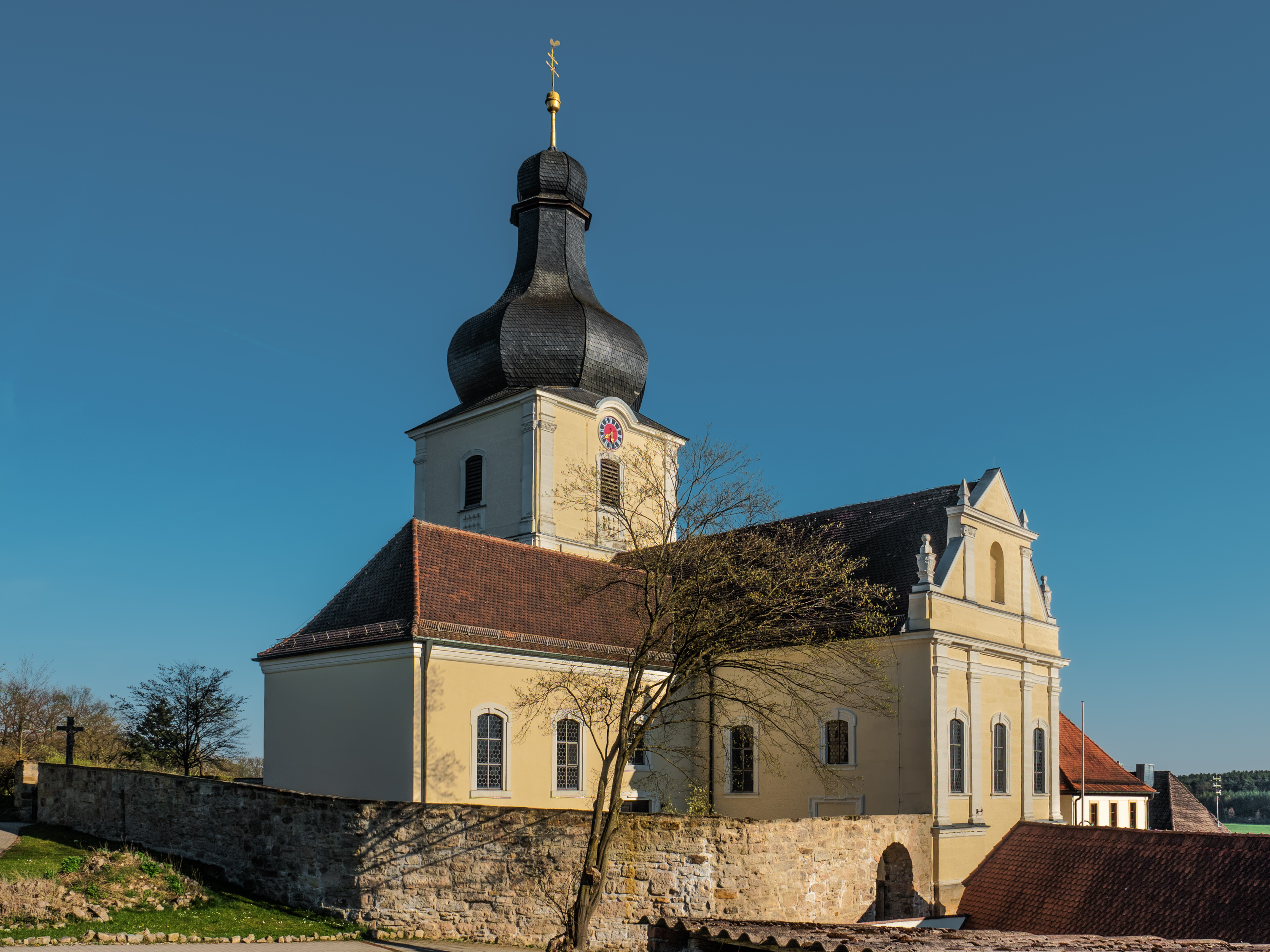
Katholische Pfarrkirche St. Leonhard

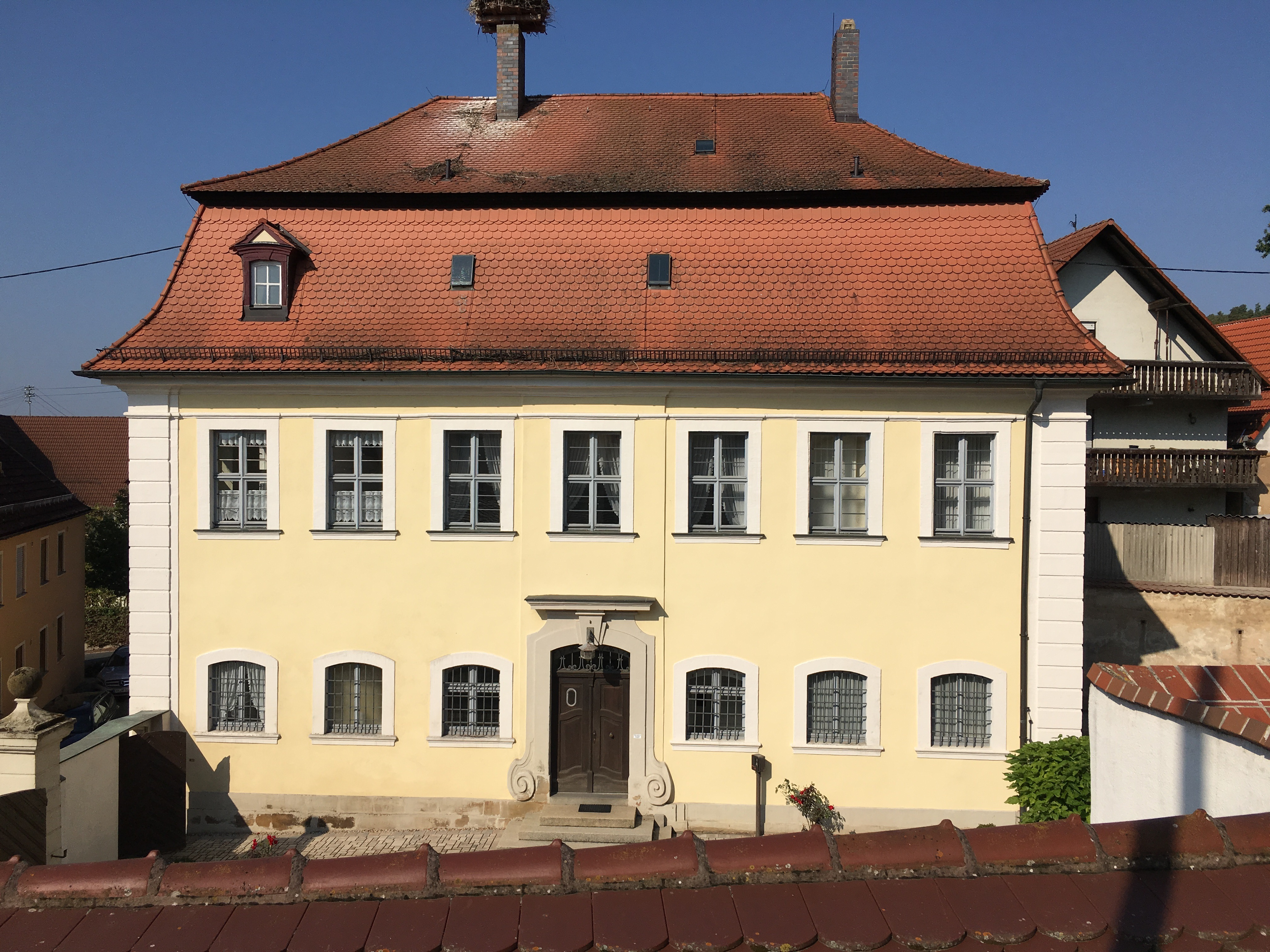
Ehemaliges Amtshaus, jetzt Pfarrhaus

Zentbechhofen ist ein Gemeindeteil der Stadt Höchstadt an der Aisch im Landkreis Erlangen-Höchstadt (Mittelfranken, Bayern). Die Gemarkung Zentbechhofen hat eine Fläche von 14,319 km². Sie ist in 1133 Flurstücke aufgeteilt, die eine durchschnittliche Flurstücksfläche von 12637,73 m² haben. In ihr liegen neben dem namensgebenden Ort die Gemeindeteile Fallmeisterei und Jungenhofen.

## Geografie
Südlich des Pfarrdorfs fließt der Haidweihergraben (im Unterlauf Aischgraben genannt), ein linker Zufluss der Aisch. Im Norden liegen die Waldgebiete Zentschläge, Galgenholz und Pfaffenhölzer, im Südwesten die Waldgebiete Großlindig und Hängig. Unmittelbar östlich liegt das Flurgebiet Weingarten, unmittelbar südlich das Flurgebiet Bürstig.
Die Staatsstraße 2254 führt nach Herrnsdorf (3,6 km nördlich) bzw. nach Bösenbechhofen (4,2 km südwestlich). Die Kreisstraße ERH 17/BA 24 verläuft nach Schweinbach (1,9 km nordwestlich) bzw. nach Greuth (1,7 km südöstlich). Eine Gemeindeverbindungsstraße verläuft nach Jungenhofen (2 km nordöstlich). Ein Anliegerweg führt zur Fallmeisterei (1 km nordwestlich).

## Geschichte
Der Ort wurde 1109 im Stiftungsbrief von St. Jakob in Bamberg erstmals urkundlich erwähnt. Ursprünglich wurde der Ort „Linhardsbechhofen“ genannt. Zwischen 1304 und 1327 erwarb das Hochstift Bamberg die schlüsselbergischen Anteile an Zentbechhofen. Im gleichen Zeitraum verkauften die Herren von Hohenlohe-Brauneck ihren Besitz. 1317 veräußerten sie dem Bamberger Schultheißen Friedrich Zollner das Holz oberhalb des Ortes und Eberhard Gross den Keller zu St. Jakob. 1341 vergaben sie dem Kloster Schlüsselau fünf Lehengüter, 1357 noch ein weiteres Gut. 1322 wurde dort erstmals eine Kirche erwähnt, die eine Filiale von Seußling war. 1455 wurde St. Leonhard zur Pfarrei erhoben. Seit 1478 war der Ort Sitz eines Centgerichts, das sich zuvor in Schnaid befunden hatte. Im Dreißigjährigen Krieg blieb der Ort weitgehend verschont.
Gegen Ende des 18. Jahrhunderts gab es in Zentbechhofen 38 Anwesen. Das Hochgericht übte das bambergische Centamt Bechhofen aus. Die Dorf- und Gemeindeherrschaft hatte das Kastenamt Bechhofen. Grundherren waren das Hochstift Bamberg (Kastenamt Bechhofen: Amtshaus, Jägerhaus, Schäferei, 1 Wirtshaus mit Brauerei, 1 Hube, 1 Tropfhaus, 3 Häuser, 1 Fallhaus; das Kastenamt Schlüsselau: 3 Huben, 1 Hof, 2 Lehen, 8 Sölden, 2 Häuslein), das Stift St. Stephan Bamberg (1 Hof, 2 Güter), das brandenburg-bayreuthische Klosteramt Frauenaurach (4 Güter, 3 Tropfhäuser) und die Pfarrei Zentbechhofen (Pfarrhaus, Schulhaus).
1802 kam Zentbechhofen zu Bayern. Im Rahmen des Gemeindeedikts wurde 1808 der Steuerdistrikt Zentbechhofen gebildet, zu dem Fallmeisterei, Förtschwind, Greuth und Jungenhofen gehörten. Mit dem Zweiten Gemeindeedikt (1818) entstanden zwei Ruralgemeinden:
- Greuth mit Förtschwind,
- Zentbechhofen mit Fallmeisterei, Jungenhofen und Uttstadt.

Die Gemeinde Zentbechhofen war in Verwaltung und Gerichtsbarkeit dem Landgericht Höchstadt zugeordnet und in der Finanzverwaltung dem Rentamt Höchstadt. Bereits 1820 wurde Uttstadt nach Gremsdorf umgemeindet. Ab 1862 gehörte Zentbechhofen zum Bezirksamt Höchstadt an der Aisch (1939 in Landkreis Höchstadt an der Aisch umbenannt) und weiterhin zum Rentamt Höchstadt (1919 in Finanzamt Höchstadt umbenannt, 1929–1972: Finanzamt Forchheim, seit 1972: Finanzamt Erlangen). Die Gerichtsbarkeit blieb beim Landgericht Höchstadt (1879 in das Amtsgericht Höchstadt an der Aisch umgewandelt), von 1959 bis 1973 war das Amtsgericht Forchheim zuständig, seitdem ist es das Amtsgericht Erlangen. Die Gemeinde hatte eine Gebietsfläche von 5,573 km².
Am 1. Januar 1972 wurde Zentbechhofen im Zuge der Gebietsreform in die Stadt Höchstadt an der Aisch eingegliedert.

### Baudenkmäler
- Greuther Straße 4: Wohnhaus und Scheune
- Pfarrer-Reichelt-Platz 1: Pfarrhof, ehemaliges Amtshaus mit Nebengebäude
- Pfarrer-Reichelt-Platz 3: Katholische Pfarrkirche St. Leonhard
- Pfarrer-Reichelt-Platz 5, 7: Wohnhäuser
- Bildstock
- Steinkreuze

### Einwohnerentwicklung
Gemeinde Zentbechhofen
| Jahr      | 1819   | 1840   | 1852   | 1855   | 1861   | 1867   | 1871   | 1875   | 1880   | 1885   | 1890   | 1895   | 1900   | 1905   | 1910   | 1919   | 1925   | 1933   | 1939   | 1946   | 1950   | 1952   | 1961   | 1970   |
| Einwohner | 403    | 264    | 366    | 365    | 352    | 329    | 314    | 336    | 341    | 364    | 350    | 340    | 356    | 344    | 359    | 390    | 378    | 377    | 359    | 556    | 482    | 445    | 385    | 403    |
| Häuser    |        |        |        |        |        |        | 70     |        |        | 68     | 69     |        | 73     |        |        |        | 72     |        |        |        | 70     |        | 76     |        |
| Quelle    | [ 13 ] | [ 14 ] | [ 14 ] | [ 14 ] | [ 15 ] | [ 16 ] | [ 17 ] | [ 18 ] | [ 19 ] | [ 20 ] | [ 21 ] | [ 14 ] | [ 22 ] | [ 14 ] | [ 23 ] | [ 14 ] | [ 24 ] | [ 14 ] | [ 14 ] | [ 14 ] | [ 25 ] | [ 14 ] | [ 10 ] | [ 26 ] |

Ort Zentbechhofen
| Jahr      | 001819 | 001861 | 001871 | 001885 | 001900 | 001925 | 001950 | 001961 | 001970 | 001987 |
| Einwohner | 246    | 249    | 243    | 269    | 253    | 281    | 370    | 301    | 301    | 308    |
| Häuser    |        |        |        | 50     | 52     | 54     | 52     | 59     |        | 82     |
| Quelle    | [ 13 ] | [ 15 ] | [ 17 ] | [ 20 ] | [ 22 ] | [ 24 ] | [ 25 ] | [ 10 ] | [ 26 ] | [ 1 ]  |

## Religion
Der Ort ist Sitz der römisch-katholischen Pfarrei St. Leonhard. Die Einwohner evangelisch-lutherischer Konfession sind nach St. Maria und Johannes (Pommersfelden) gepfarrt.

## Persönlichkeiten
- Friedrich Harth (* 1880 in Zentbechhofen; † 1936 in Bamberg), Segelflugpionier, Flugzeugkonstrukteur